# Te amo Ana Elisa
Te amo Ana Elisa es una película cómica colombiana de 2008 dirigida por Robinson Díaz y José Antonio Dorado y protagonizada por Robinson Díaz, Julián Arango, Adriana Arango, Juan Carlos Vargas, Fernando Solórzano, Gustavo Angarita Jr. y María Cecilia Sánchez.

## Sinopsis
Ana Elisa tiene un lugar privilegiado en su comunidad y es una voz autorizada. Sin embargo tiene muchos problemas con Calvo, su exnovio y ahora jefe de una pandilla. En uno de sus enfrentamientos, la abuela y uno de los hermanos de Ana son asesinados. Ante la necesidad de cuidar de su otro hermano, decide viajar a Bogotá a pedir ayuda a su familia allí. Ante la negativa de su familia, a Ana solo le queda Julián, un desconocido que se ha enamorado de ella y hace hasta lo imposible por ayudarla.

## Reparto
- Robinson Díaz
- Julián Arango - Calvo
- Adriana Arango - Ana Elisa
- Juan Carlos Vargas
- Fernando Solórzano
- Gustavo Angarita Jr.
- María Cecilia Sánchez